# 梅原一剛
梅原 一剛（うめはら いちごう、1940年12月13日 - ）は、日本の実業家。東急ホテルズ代表取締役社長や、ザ・キャピトルホテル東急代表取締役社長、国際ホテル・レストラン協会（IHRA）副会長などを務めた。

## 人物・経歴
北海道函館市出身。1965年横浜国立大学経済学部卒業、東京急行電鉄入社。アメリカ合衆国での開発にあたり、ワシントン大学研究員、ロンドン大学ロンドン・スクール・オブ・エコノミクス研究員等を経て、1995年パン・パシフィック・ホテル・アンド・リゾーツプライベートリミテッド取締役社長に就任。1999年東京急行電鉄取締役調査役に昇格。2005年東急ホテルズ代表取締役社長。2008年東急ホテルズ取締役会長。その後代表取締役社長に復帰して2010年のザ・キャピトルホテル 東急再オープンにあたった。国際ホテル・レストラン協会（IHRA）副会長なども務めた。